# Paralimnophila fuscodorsata
Paralimnophila fuscodorsata är en tvåvingeart som först beskrevs av Alexander 1928.  Paralimnophila fuscodorsata ingår i släktet Paralimnophila och familjen småharkrankar. Inga underarter finns listade i Catalogue of Life.